# 蒂卢瓦莱马尔谢讷
蒂卢瓦莱马尔谢讷（法語：Tilloy-lez-Marchiennes，法語發音：[tilwa le maʁʃjɛn]，意为“马尔谢讷附近的蒂卢瓦”）是法国上法蘭西大區北部省的一个市镇，属于杜埃区。

## 地理
蒂卢瓦莱马尔谢讷（50°25'42"N, 3°19'7"E）面积5.5 平方千米，位于法国上法蘭西大區北部省，该省份为法国最北部的省份及最长的省份，西北濒北海，西接加来海峡省，南至埃纳省和索姆省，东与比利时接壤。
与蒂卢瓦莱马尔谢讷接壤的市镇（或旧市镇、城区）包括：萨尔和罗西耶尔、马尔谢讷、瓦尔兰、阿农、伯夫里拉福雷、布里永、布西尼、米隆福斯。
蒂卢瓦莱马尔谢讷的时区为UTC+01:00、UTC+02:00（夏令时）。

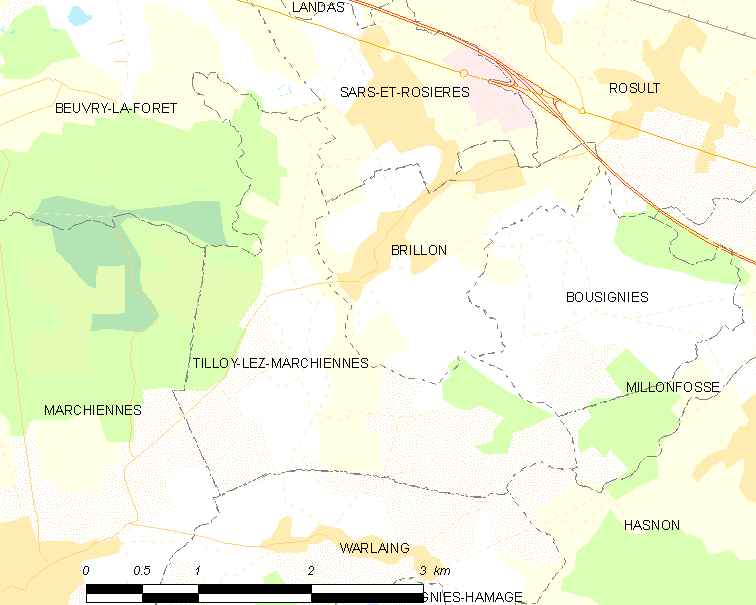
蒂卢瓦莱马尔谢讷的OSM定位图

## 行政
蒂卢瓦莱马尔谢讷的邮政编码为59870，INSEE市镇编码为59596。

## 政治
蒂卢瓦莱马尔谢讷所属的省级选区为桑勒诺布勒县。

## 人口

1962-2008年间蒂卢瓦莱马尔谢讷人口变化图示

蒂卢瓦莱马尔谢讷于2022年1月1日时的人口数量为538人。